# 1120
Évszázadok: 11. század – 12. század – 13. század
Évtizedek: 1070-es évek – 1080-as évek – 1090-es évek – 1100-as évek – 1110-es évek – 1120-as évek – 1130-as évek – 1140-es évek – 1150-es évek – 1160-as évek – 1170-es évek
Évek: 1115 – 1116 – 1117 – 1118 –  1119 – 1120 – 1121 – 1122 – 1123 – 1124 – 1125

## Események
- Harcok II. István és III. Lipót osztrák őrgróf között.
- Norbert von Xanten megalapítja a premontrei rendet.[1]
- II. Kallixtusz pápa Etsi Judaeis kezdetű apostoli levele jelentős mértékben védelmet nyújt a római zsidóknak.

## Születések
- VII. (Ifjú) Lajos francia király († 1180)

## Halálozások
- november 25. – William Adelin, I. Henrik angol király fia